# 布鲁克·汉森
布鲁克·汉森（英語：Brooke Hanson，1978年3月18日—），澳大利亚女子游泳运动员，主攻蛙泳。她曾代表澳大利亚参加2004年夏季奥林匹克运动会游泳比赛，获得一枚金牌和一枚银牌。